# Robert H. Harris
Robert H. Harris (New York, 15 luglio 1911 – Los Angeles, 30 novembre 1981) è stato un attore statunitense.
Ha recitato in 19 film dal 1948 al 1975 ed è apparso in quasi cento produzioni televisive dal 1950 al 1977. È stato accreditato anche con il nome Robert Harris.

## Biografia
Per il cinema interpretò il personaggio di Henry Bellamy nel film La valle delle bambole (1967).
Per la televisione interpretò, tra gli altri, il ruolo di Jake Goldberg in 20 episodi della serie televisiva The Goldbergs (1953-1956), di Raymond Schindler in 23 episodi della serie The Court of Last Resort (1957-1958), e numerosi altri personaggi secondari o ruoli da guest star in molti episodi di serie televisive dagli anni 50 agli anni 70.
La sua ultima apparizione sul piccolo schermo avvenne nell'episodio Ghostly Teletype della serie televisiva L'uomo da sei milioni di dollari, andato in onda il 13 marzo 1977, che lo vide nel ruolo di Brenner, mentre per il grande schermo l'ultima interpretazione risale al film The Man in the Glass Booth (1975), in cui interpretò il dottor Weisburger.
Morì a Los Angeles, in California, il 30 novembre 1981 e fu seppellito al Forest Lawn Memorial Park di Hollywood Hills..

## Filmografia

### Cinema
- La città nuda (The Naked City), regia di Jules Dassin (1948)
- Un turbine di gioia (Bundle of Joy), regia di Norman Taurog (1956)
- La città minata (The Big Caper), regia di Robert Stevens (1957)
- Un urlo nella notte (No Down Payment), regia di Martin Ritt (1957)
- Il robot e lo Sputnik (The Invisible Boy), regia di Herman Hoffman (1957)
- I peccatori di Peyton (Peyton Place), regia di Mark Robson (1957)
- How to Make a Monster, regia di Herbert L. Strock (1958)
- Operazione Eichmann (Operation Eichmann), regia di R.G. Springsteen (1961)
- Twenty Plus Two, regia di Joseph M. Newman (1961)
- Testa o croce (The George Raft Story), regia di Joseph M. Newman (1961)
- Anche i gangster muoiono (The Lawbreakers), regia di Joseph M. Newman (1961)
- Tre passi dalla sedia elettrica (Convicts 4), regia di Millard Kaufman (1962)
- Il ribelle dell'Anatolia (America, America), regia di Elia Kazan (1963)
- Mirage, regia di Edward Dmytryk (1965)
- La vendetta degli Apache (Apache Uprising), regia di R.G. Springsteen (1965)
- La valle delle bambole (Valley of the Dolls), regia di Mark Robson (1967)
- La banda di Jesse James (The Great Northfield Minnesota Raid), regia di Philip Kaufman (1972)
- The Man in the Glass Booth, regia di Arthur Hiller (1975)

### Televisione
- The Big Story – serie TV, un episodio (1950)
- Studio One – serie TV, 4 episodi (1949-1958)
- The Philco Television Playhouse – serie TV, 3 episodi (1950-1951)
- Treasury Men in Action – serie TV, 2 episodi (1950-1951)
- Suspense – serie TV, 8 episodi (1950-1952)
- Robert Montgomery Presents – serie TV, 3 episodi (1951-1953)
- Somerset Maugham TV Theatre – serie TV, un episodio (1951)
- The Adventures of Ellery Queen – serie TV, un episodio (1951)
- Tales of Tomorrow – serie TV, un episodio (1952)
- The Goldbergs – serie TV, 20 episodi (1953-1956)
- You Are There – serie TV, un episodio (1953)
- Man Against Crime – serie TV, 2 episodi (1953)
- Willys Theatre Presenting Ben Hecht's Tales of the City – serie TV, 2 episodi (1953)
- Armstrong Circle Theatre – serie TV, un episodio (1953)
- Martin Kane, Private Eye – serie TV, un episodio (1954)
- Inner Sanctum – serie TV, 2 episodi (1954)
- Climax! – serie TV, 3 episodi (1955-1957)
- Justice – serie TV, un episodio (1955)
- The Public Defender – serie TV, un episodio (1955)
- The Man Behind the Badge – serie TV, un episodio (1955)
- Scienza e fantasia (Science Fiction Theatre) – serie TV, episodio 1x24 (1955)
- Gunsmoke – serie TV, 2 episodi (1956-1957)
- Alfred Hitchcock presenta (Alfred Hitchcock Presents) – serie TV, 8 episodi (1956-1961)
- Kraft Television Theatre – serie TV, un episodio (1956)
- The Adventures of Hiram Holliday – serie TV, un episodio (1956)
- Mike Hammer – serie TV, un episodio (1956)
- The Court of Last Resort – serie TV, 23 episodi (1957-1958)
- The 20th Century-Fox Hour – serie TV, episodio 2x09 (1957)
- Have Gun - Will Travel – serie TV, 2 episodi (1958-1960)
- Perry Mason – serie TV, 7 episodi (1958-1965)
- I racconti del West (Zane Grey Theater) – serie TV, un episodio (1958)
- Le grandi fiabe (Shirley Temple's Storybook) – serie TV, un episodio (1958)
- The Rough Riders – serie TV, episodio 1x02 (1958)
- Pursuit – serie TV, episodio 1x01 (1958)
- Il tenente Ballinger (M Squad) – serie TV, 2 episodi (1959-1960)
- Markham – serie TV, 2 episodi (1959-1960)
- Indirizzo permanente (77 Sunset Strip) – serie TV, 2 episodi (1959-1961)
- Behind Closed Doors – serie TV, un episodio (1959)
- State Trooper – serie TV, 2 episodi (1959)
- Gli uomini della prateria (Rawhide) – serie TV, episodio 1x08 (1959)
- The Restless Gun – serie TV, episodio 2x23 (1959)
- Ricercato vivo o morto (Wanted: Dead or Alive) – serie TV, episodio 1x29 (1959)
- Peter Gunn – serie TV, episodio 1x31 (1959)
- The Lawless Years – serie TV, un episodio (1959)
- Johnny Staccato – serie TV, episodio 1x01 (1959)
- The Rifleman – serie TV, 2 episodi (1959)
- Wichita Town – serie TV, episodio 1x10 (1959)
- The Lineup – serie TV, un episodio (1959)
- Outlaws – serie TV, 3 episodi (1960-1962)
- Shotgun Slade – serie TV, un episodio (1960)
- Johnny Midnight – serie TV, un episodio (1960)
- Mr. Lucky – serie TV, episodio 1x19 (1960)
- Tightrope – serie TV, episodio 1x25 (1960)
- The Man from Blackhawk – serie TV, un episodio (1960)
- Gli intoccabili (The Untouchables) – serie TV, un episodio (1960)
- Scacco matto (Checkmate) – serie TV, episodio 1x16 (1961)
- The Roaring 20's – serie TV, un episodio (1961)
- Thriller – serie TV, episodio 1x26 (1961)
- The Asphalt Jungle – serie TV, un episodio (1961)
- The Law and Mr. Jones – serie TV, un episodio (1961)
- Corruptors (Target: The Corruptors) – serie TV, episodio 1x11 (1961)
- 87ª squadra (87th Precinct) – serie TV, un episodio (1961)
- Surfside 6 – serie TV, episodio 2x25 (1962)
- Frontier Circus – serie TV, un episodio (1962)
- Sam Benedict – serie TV, un episodio (1962)
- Alcoa Premiere – serie TV, un episodio (1962)
- Bonanza – serie TV, un episodio (1963)
- The Crisis (Kraft Suspense Theatre) – serie TV, un episodio (1964)
- L'ora di Hitchcock (The Alfred Hitchcock Hour) – serie TV, un episodio (1964)
- Slattery's People – serie TV, episodio 1x09 (1964)
- Organizzazione U.N.C.L.E. (The Man from U.N.C.L.E.) – serie TV, 2 episodi (1965-1966)
- Ben Casey – serie TV, episodio 4x22 (1965)
- Gli inafferrabili (The Rogues) – serie TV, episodio 1x28 (1965)
- Il ladro (T.H.E. Cat) – serie TV, 2 episodi (1966-1967)
- Viaggio in fondo al mare (Voyage to the Bottom of the Sea) – serie TV, un episodio (1966)
- I giorni della paura (The Dangerous Days of Kiowa Jones) – film TV (1966)
- Gli invasori (The Invaders) – serie TV, 2 episodi (1967-1968)
- F.B.I. (The F.B.I.) – serie TV, 2 episodi (1967-1973)
- Vita da strega (Bewitched) – serie TV, un episodio (1967)
- Squadra speciale anticrimine (The Felony Squad) – serie TV, episodio 1x28 (1967)
- Mannix – serie TV, un episodio (1967)
- Il virginiano (The Virginian) – serie TV, episodio 6x23 (1968)
- Reporter alla ribalta (The Name of the Game) – serie TV, un episodio (1968)
- The Outsider – serie TV, episodio 1x07 (1968)
- Selvaggio west (The Wild Wild West) – serie TV, episodio 4x21 (1969)
- La terra dei giganti (Land of the Giants) – serie TV, un episodio (1969)
- Ciao Debby! (The Debbie Reynolds Show) – serie TV, un episodio (1970)
- Che succede al povero Allan? (How Awful About Allan) – film TV (1970)
- The Governor & J.J. – serie TV, un episodio (1970)
- Ironside – serie TV, un episodio (1970)
- Congratulations, It's a Boy! – film TV (1971)
- Insight – serie TV, un episodio (1972)
- Medical Center – serie TV, un episodio (1972)
- Barnaby Jones – serie TV, un episodio (1973)
- Holmes and Yo-Yo – serie TV, un episodio (1976)
- L'uomo da sei milioni di dollari (The Six Million Dollar Man) – serie TV, un episodio (1977)

## Doppiatori italiani
- Bruno Persa in Mirage